# アレクサンダー・コブリン
アレクサンドル・エヴゲニエヴィチ・コブリン（ラテン文字転写：Alexander Kobrin；ロシア語: Алекса́ндр Евге́ньевич Ко́брин、1980年3月20日 - ）は、モスクワ生まれのクラシック音楽のピアニスト。

## 経歴
1980年、ソビエト連邦モスクワに生まれた。1985年(5歳)よりピアノを始め、モスクワ・グネーシン音楽院でタチアナ・ゼリクマン(Tatiana A. Zelikman)に師事。1998年、モスクワ音楽院に進学し、レフ・ナウモフ に師事。同1998年に、グラスゴー国際ピアノコンクールで優勝した。
2015年からは、アメリカのコロンバス州立大学(Columbus State University)とニューヨーク大学スタインハートスクール(Steinhardt School at NYU)でピアノ科の教授を務めている。
また、各地のコンクールで審査員を務めており、ブゾーニ国際ピアノコンクールでは審査員に35歳で抜擢されているほか、浜松国際ピアノコンクールでも審査員を務めた。

## 受賞
- 1998年：グラスゴー国際ピアノコンクール優勝
- 1999年：ブゾーニ国際ピアノコンクール優勝
- 2000年：ショパン国際ピアノコンクール第3位
- 2003年：浜松国際ピアノコンクール第2位（1位なし）
- 2005年：ヴァン・クライバーン国際ピアノコンクール優勝

## ディスコグラフィー選
- ショパンコンクール記念盤(DUX, CD)
- クライバーンコンクール記念盤(Harmonia Mundi USA, CD)
- クライバーンコンクール第一次予選演奏(クライバーン財団 USA, Spotify)
- クライバーンコンクール第二次予選演奏(クライバーン財団 USA, Spotify)
- クライバーンコンクール本選会演奏(クライバーン財団 USA, Spotify)
- ショパン全集第一集(キングレコード JPN, CD)
- ショパン全集第二集(キングレコード JPN, CD)
- ショパン全集第三集(キングレコード JPN, CD)
- ブラームス集(Quartz UK, CD)
- ハイドン集(Quartz UK, CD)
- ショパン・ピアノソナタ集(Quartz UK, 2CD)
- モスクワ音楽院ライブ(Oclassica RUS, CD)
- シューマン集(Centaur USA, CD)
- シューベルト集(Centaur USA, CD)